# Donaustauf
Donaustauf est une commune d'Allemagne située en Bavière, dans le district du Haut-Palatinat et l'arrondissement de Ratisbonne (Regensburg en allemand).
Elle est le siège de la communauté d'administration de Donaustauf.

## Géographie
Le village est riverain du Danube.
Au 30 septembre 2006, la ville comportait 3761 habitants soit une densité de 987 habitants/km². Son bourgmestre actuel est
Hans Lauberger (CSU : chrétien-social).

## Lieux et monuments

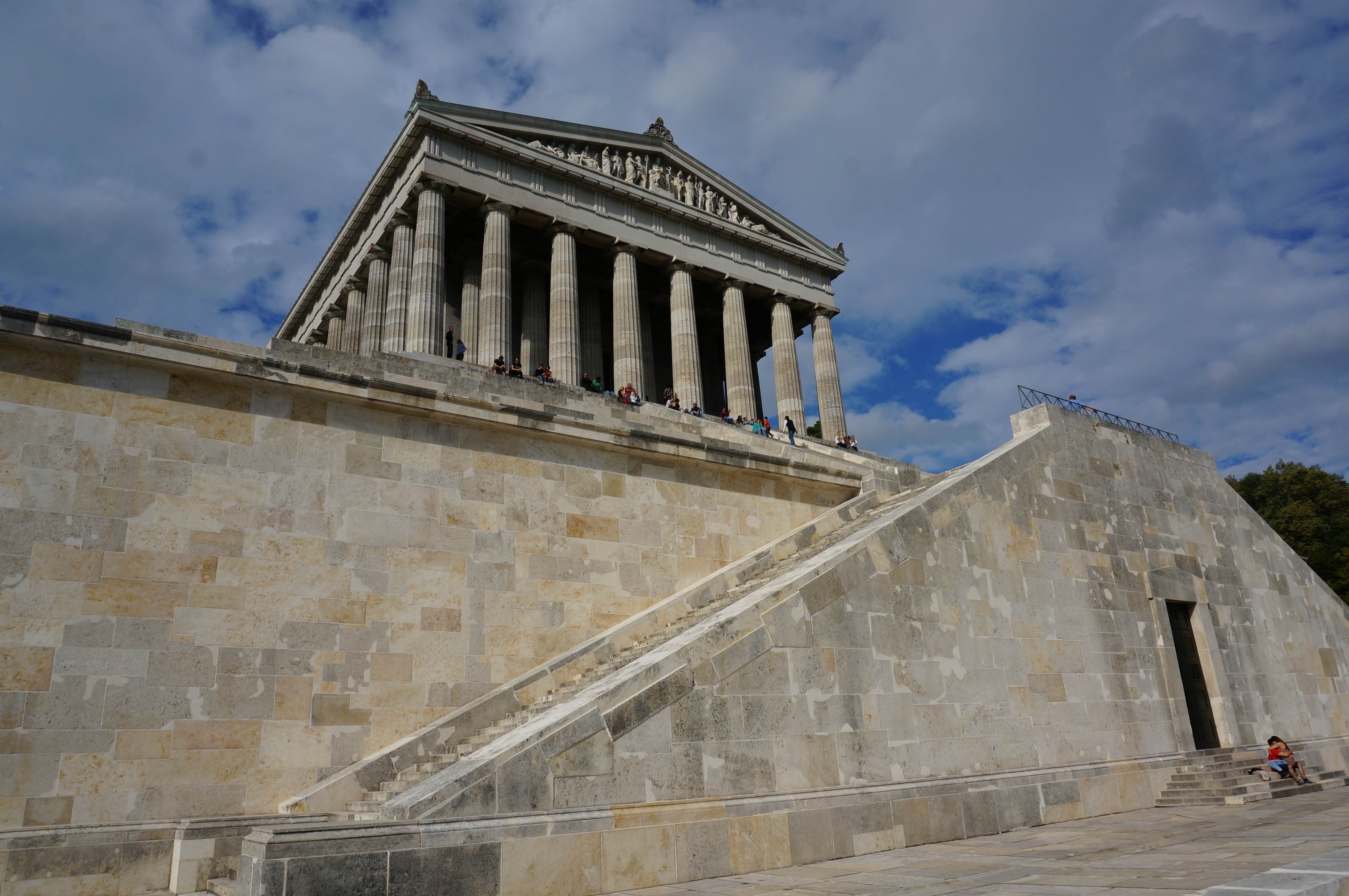
Le Walhalla.

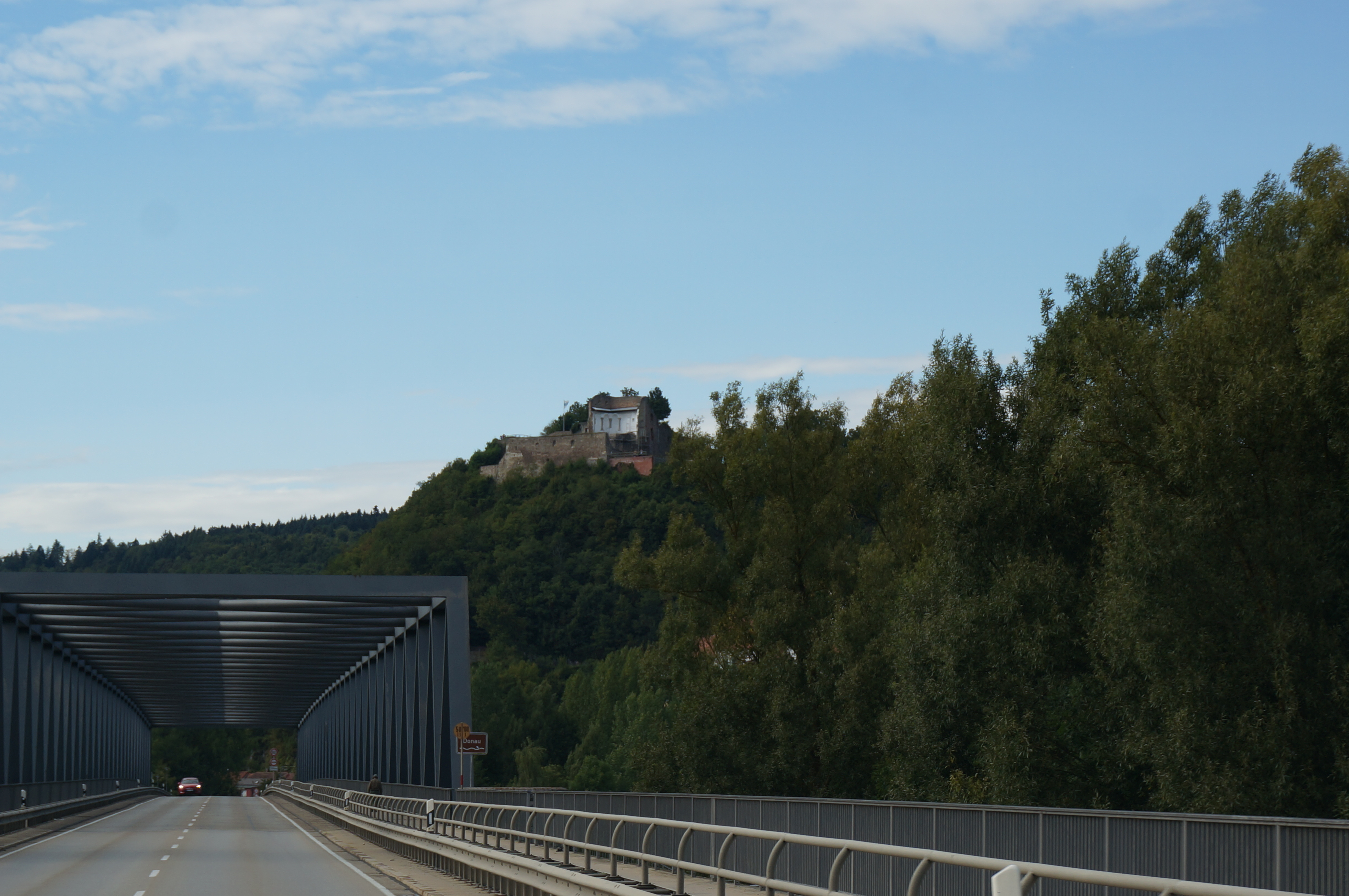
Le château et le village.

Le village est surtout connu pour la présence du Walhalla, les églises St-Michel et St-Salvator qui sont tous classés. Sur les hauteurs les ruines d'un château fort.